# Damalis pollinosa
Damalis pollinosa är en tvåvingeart som beskrevs av Lindner 1955. Damalis pollinosa ingår i släktet Damalis och familjen rovflugor. Inga underarter finns listade i Catalogue of Life.